# Movimento boogaloo

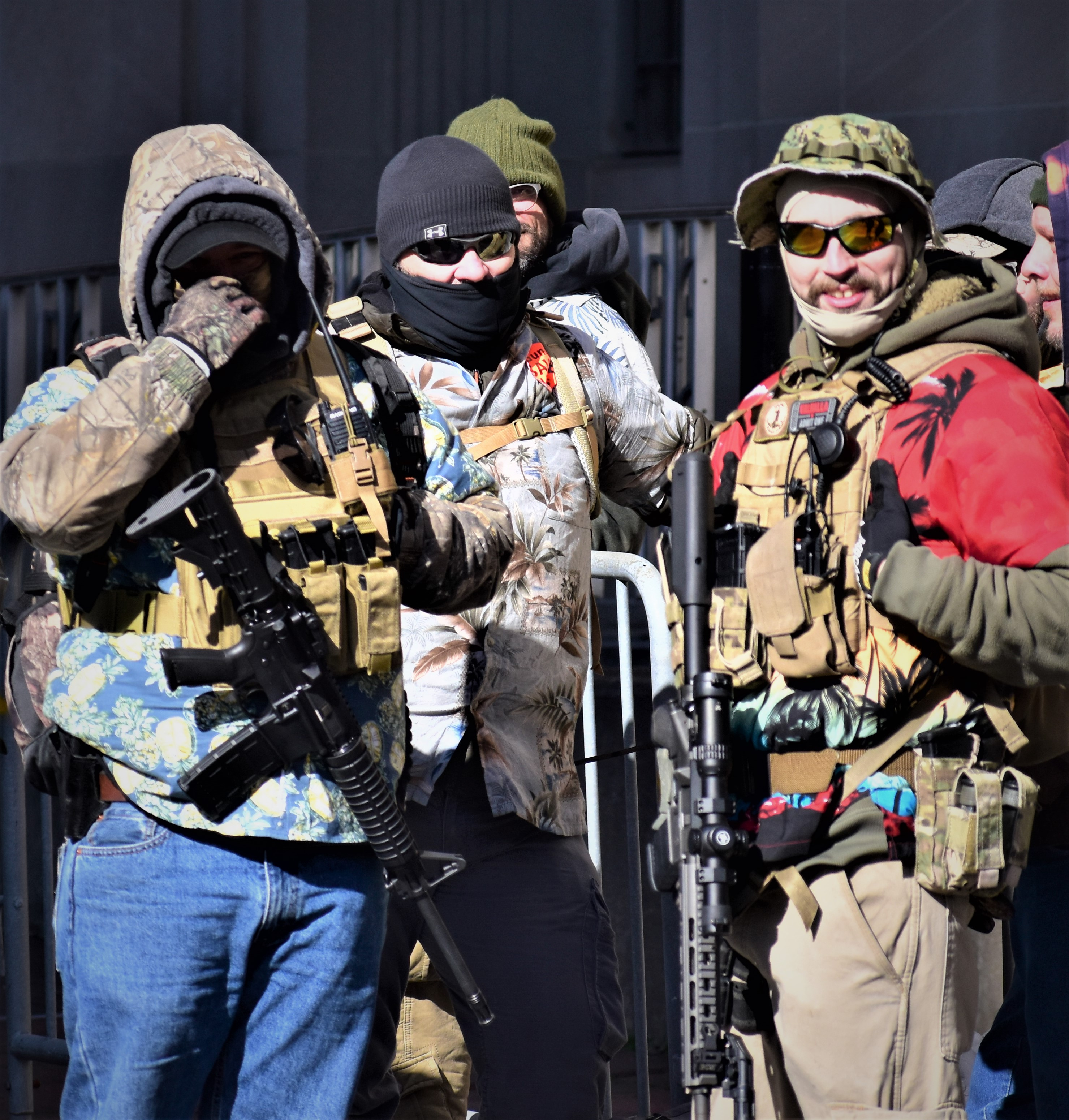
Os participantes do movimento boogaloo costumam usar camisas havaianas junto com uniformes militares para se identificarem em protestos

O movimento boogaloo, cujos seguidores são frequentemente chamados de boogaloo boys ou boogaloo bois, é um movimento político de extrema-direita antigovernamental e extremista nos Estados Unidos. O movimento também foi descrito como uma milícia. Os seguidores do Boogaloo dizem que estão se preparando para, ou procuram incitar, uma segunda Guerra Civil Americana, que eles chamam de boogaloo. Boogaloo é usado no imageboard 4chan desde 2012, mas só ganhou atenção no final de 2019. Os seguidores usam boogaloo, incluindo variações para evitar repressão nas redes sociais, para se referir a revoltas violentas contra o governo federal ou oponentes políticos de esquerda, muitas vezes antecipadas para seguir o confisco de armas de fogo pelo governo.
O movimento consiste em grupos pró-armas e antigoverno. A ideologia específica de cada grupo varia e as visões sobre tópicos como raça variam amplamente. Alguns são grupos supremacistas brancos ou neonazistas que acreditam que a agitação iminente será uma guerra racial. Também há grupos que condenam o racismo e a supremacia branca, embora as tentativas de alguns elementos individuais do movimento para apoiar grupos antirracistas como Black Lives Matter tenham sido recebidos com cautela e ceticismo, pois os pesquisadores não têm certeza se são genuínos ou pretendem obscurecer objetivos reais do movimento. O movimento boogaloo se organiza principalmente online e os participantes têm aparecido em eventos pessoalmente, incluindo os protestos anti-lockdown e os protestos por George Floyd. Fortemente armados, os membros do boogaloo são frequentemente identificados por seus trajes de camisas havaianas e uniformes militares.
Desde 2019, pelo menos 31 pessoas afiliadas ao movimento boogaloo foram acusadas de crimes, incluindo as mortes de dois seguranças e policiais em maio e junho de 2020, um complô para sequestrar a governadora Gretchen Whitmer de Michigan e incidentes relacionados aos protestos de George Floyd. Nos meses de maio e junho de 2020, diversas empresas atuaram no sentido de limitar a atuação e a visibilidade do movimento em suas redes sociais e plataformas de chat.

## Visão geral

### Nome e identidade

Uma das versões da bandeira boogaloo

O termo boogaloo alude ao filme cult de 1984, Breakin' 2: Electric Boogaloo. Após o lançamento do filme, a frase "2: Electric Boogaloo" tornou-se um snowclone anexado a um tópico como um sinal de paródia pejorativa. O movimento boogaloo adotou sua identidade com base na antecipação de uma segunda Guerra Civil Americana, popularmente conhecida como "Guerra Civil 2: Electric Boogaloo" entre os seguidores. Os participantes do movimento boogaloo também usam outras derivações da palavra que soam semelhantes, incluindo boog, boojahideen, big igloo e big luau para evitar repressões e bloqueadores de conteúdo automatizados impostos por sites de mídia social para limitar ou proibir conteúdo relacionado ao boogaloo. Os esforços intensificados das empresas de mídia social para restringir o conteúdo boogaloo fizeram com que os adeptos usassem termos ainda mais desvinculados da palavra original, como spicy fiesta, para se referir ao movimento. O movimento boogaloo criou logotipos e outras imagens incorporando iglus e gravuras havaianas com base nessas derivações. Os adeptos do boogaloo às vezes carregam versões em preto e branco da bandeira estadunidense, com a faixa do meio substituída por uma faixa vermelha tropical e as estrelas substituídas por um iglu. As listras às vezes listam os nomes de pessoas que foram mortas por policiais, incluindo Eric Garner, Vicki Weaver, Robert LaVoy Finicum, Breonna Taylor e Duncan Lemp.
Os adeptos assistem aos protestos fortemente armados e vestindo roupas táticas, e às vezes se identificam usando camisas havaianas junto com uniformes militares. O movimento boogaloo também usou outras imagens populares entre a extrema-direita, como o meme Pepe, o Sapo.

### Crenças e estrutura
Os grupos do movimento boogaloo são de extrema-direita, antigoverno e pró-armas. O movimento também foi descrito como uma milícia, e Lois Beckett, escrevendo para o The Guardian, os comparou à milícias antigovernamentais de direita e aos movimentos patriotas dos Estados Unidos dos anos 1990 e 2000, afirmando que "apoiadores veem o atual governo federal como ilegítimo, embora permaneça profundamente patriótico. Eles reverenciam a constituição e se consideram os verdadeiros descendentes dos Pais Fundadores dos Estados Unidos. Na opinião dos seguidores do movimento, os atuais legisladores dos EUA são o equivalente a ocupação das forças britânicas durante a Guerra da Revolução Americana. Entre os produtos 'boogaloo' à venda online estão imagens de George Washington armado com um rifle moderno estilo AR-15". Mark Pitcavage, pesquisador do Centro de Extremismo da Liga Antidifamação (ADL), identificou o desprezo do movimento boogaloo pela aplicação da lei como o elemento que mais fortemente os distingue de outros grupos de milícia. O apoio a "direitos irrestritos de armas" e "oposição feroz à maioria ou a todo o controle de armas" são fundamentais para o movimento boogaloo, e os adeptos usam o termo boogaloo para se referir à violenta insurreição contra o governo federal ou opositores políticos de esquerda, muitas vezes antecipada como resultado do confisco governamental de armas de fogo.
Alguns grupos do boogaloo são supremacistas brancos ou neonazistas e acreditam especificamente que o boogaloo será uma guerra racial. Alguns grupos boogaloo condenam o racismo. O Southern Poverty Law Center (SPLC) disse que "poucos dos adeptos [do movimento boogaloo] estão interessados em se aliar ao Black Lives Matter ou aos manifestantes antifascistas contra a brutalidade policial". De acordo com o The Guardian, "há uma discordância real, mesmo entre especialistas que monitoram grupos extremistas, sobre se o movimento 'boogaloo' como um todo deveria ser descrito como 'supremacia branca'" e que analistas da ADL e do Centro de Terrorismo, Extremismo e Contraterrorismo da Middlebury (CTEC) argumentaram que "um número significativo de apoiadores do 'boogaloo' não são genuinamente supremacistas brancos". Os pesquisadores descreveram o movimento como tendo duas alas: "uma que defende a guerra racial e outra obcecada com o colapso da sociedade e rebelião contra o governo". No entanto, "outros especialistas dizem que o discurso de alguns partidários do 'boogaloo' sobre o desejo de ser um movimento multirracial não deve ser levado a sério". De acordo com Joan Donovan, diretora do Centro Shorenstein para Mídia, Política e Políticas Públicas da Escola de Governo John F. Kennedy, "estamos equivocando em prol de um público imaginário. A ideia de que você desmantelaria o governo dos EUA nesta fase é desfazer as proteções que foram concedidas a pessoas negras, queer, deficientes físicos, para impedir a política externa relacionada à imigração. Sempre há subtemas racializados e eugênicos nesses grupos. É isso que a guerra é, em sua base. É sobre quem deve viver. Não acho que você possa fugir das maneiras pelas quais a retórica apoia uma ideologia da supremacia branca, uma vez que você começa a falar sobre os tipos de políticas ou estratégias que eles acham que precisam ser implementadas".
Embora os grupos boogaloo sejam frequentemente descritos como parte de um movimento boogaloo maior, J. J. MacNab, Um pesquisador da Universidade George Washington sobre grupos extremistas antigovernamentais, disse que não concorda com esta caracterização: "uma vez que a maioria dos participantes foi radicalizada em outro lugar antes de vestir uma camisa havaiana — seja em grupos militantes antigovernamentais, como os Three Percenters ou as milícias, ou em grupos de supremacia branca — o Boogaloo não deve ser considerado um movimento independente neste momento". Falando ao Subcomitê de Segurança Interna da Câmara dos Estados Unidos sobre Inteligência e Contraterrorismo em 16 de julho de 2020, MacNab testemunhou que o movimento boogaloo "não é realmente um movimento. É um código de vestimenta, é uma forma de falar, é um jargão. As pessoas que pertencem a ele vieram de outros grupos extremistas, geralmente no Facebook. Eles podem ter sido milícias, eles podem ter sido [um grupo de] supremacistas brancos. Eles pegaram em algum lugar e vestiram aquela camisa havaiana, e ainda assim são tratados como um movimento separado, e o problema é que você está ignorando as áreas subjacentes de onde vieram". O Bellingcat e o SPLC também afirmaram que outros grupos com suas próprias identidades distintas adotaram o meme boogaloo, incluindo milícias, grupos que compõem o movimento patriota e os Proud Boys.
Membros de grupos boogaloo normalmente acreditam no aceleracionismo e apoiam qualquer ação que acelere uma guerra civil iminente e, eventualmente, o colapso da sociedade. De acordo com o The Economist, os membros do grupo boogaloo têm apoiado para esse fim a "disseminação de desinformação e teorias da conspiração, ataques à infraestrutura (como a linha 311 de Nova Iorque) e terrorismo do lobo solitário". Alguns participantes do movimento afirmam que o grupo e sua ideologia nada mais são do que piadas online, mas as autoridades policiais e os pesquisadores afirmam que as pessoas ligadas aos grupos foram implicadas em planos para cometer violência real. O Tech Transparency Project observou que, embora as postagens públicas nas páginas do boogaloo no Facebook tendam a ser satíricas, os membros de grupos privados do boogaloo "trocam informações detalhadas e táticas sobre como organizar e executar uma revolta contra as autoridades estadunidenses". Alguns dos grupos privados proíbem o compartilhamento de memes para manter a conversa focada em tópicos sérios. O Network Contagion Research Institute também comentou sobre a mistura de conteúdo sério e piada, escrevendo que "essa ambiguidade é uma característica fundamental do problema: Como um vírus que se esconde do sistema imunológico, o uso da linguagem cômica do meme permite que a rede organize a violência secretamente por trás de uma miragem de piadas internas e negação plausível".
O movimento boogaloo atraiu alguns militares ativos e veteranos. Embora o número de militares ativos e ex-militares seja considerado pequeno quando comparado ao tamanho geral do movimento, a pesquisadora de extremismo Kathleen Belew afirmou que a participação deles "não é um problema que devemos considerar levianamente" devido à ameaça de que eles poderiam "aumentar drasticamente o impacto do ativismo marginal, transmitir experiência em explosivos [ou compartilhar] experiência em guerra urbana". Após a apresentação de acusações de terrorismo contra três homens de Nevada com laços com o Departamento de Defesa (DoD), o Serviço Naval Investigativo Criminal (SNIC) declarou em um relatório de junho de 2020: "Movimentos extremistas violentos com motivação racial (MEVMR) que subscrevem o boogaloo se envolveram em discussões conceituais sobre o recrutamento de militares ou ex-militares por seu conhecimento percebido de treinamento de combate.... O SNIC não pode descartar a possibilidade de indivíduos afiliados ao DoD simpatizantes ou engajados no movimento boogaloo". Em junho de 2020, quatro homens que foram presos e tinham ligações com o movimento boogaloo, incluindo o suposto autor das mortes em maio e junho de 2020 de dois seguranças e policiais na Califórnia, eram veteranos ou militares ativos.

#### Crenças políticas
Grupos do movimento boogaloo são descritos por pesquisadores e jornalistas como de extrema-direita. Alguns grupos também foram descritos como alt-right, libertários, ou libertários de direita. De acordo o com Alex Newhouse, pesquisador digital do CTEC de Middlebury, "a forma como sabemos que o movimento 'boogaloo' é um movimento de extrema-direita é porque eles traçam uma linha diretamente de Waco e Ruby Ridge. Eles consideram coisas como o bombardeio de McVeigh do prédio federal de Oklahoma City e a resposta armada a Ruby Ridge como momentos heroicos na história americana, que eles veem como cidadãos enfrentando a opressão do governo". Newhouse também identificou a escolha de adeptos do movimento de fornecer proteção armada a empresas privadas durante protestos anti-lockdown e protestos de George Floyd como prova de que o movimento é de direita, dizendo que os esquerdistas provavelmente não fariam o mesmo, já que são mais propensos a ver as grandes corporações como um componente integral da exploração capitalista. De acordo com Newhouse, essa ênfase na importância da propriedade privada é parte do que torna o movimento boogaloo "uma ideologia libertária de extrema-direita".
Os grupos e indivíduos muitas vezes se autoidentificam como libertários, embora alguns indivíduos também tenham se descrito como adeptos de outras ideologias, incluindo o anarcocapitalismo e o minarquismo. Existem também "alguns anarquistas aparentes", incluindo alguns anarquistas autoidentificados. Pitcavage descreveu os anarquistas que adotaram a "retórica 'boogaloo" geralmente como anarcocapitalistas de direita, não anarquistas de esquerda. MacNab afirmou que "a maioria dos membros do boogaloo são anarquistas libertários que odeiam policiais". O SPLC observa que "um olhar sobre as origens do movimento e suas comunidades online tornam claro que sua política é muito mais complicada do que o libertarianismo de direita". O The Daily Beast relatou em outubro de 2020 que as ideologias variadas de grupos dentro do movimento causam confusão sobre sua ideologia geral, e que alguns adeptos ofuscam intencionalmente a ideologia do movimento para atrair mais seguidores.
Em junho de 2020, o Departamento de Segurança Interna (DHS) tweetou em resposta a um artigo do Politico sobre o movimento boogaloo que um boletim de inteligência divulgado pela agência "NÃO identifica o movimento Boogaloo como de esquerda OU de direita" e afirmou que "eles são simplesmente extremistas violentos de ambos os extremos do espectro ideológico". O The Guardian refutou a descrição do movimento pelo DHS, dizendo que os especialistas em extremismo concordam que o movimento boogaloo é de direita. Daryl Johnson, um ex-analista do DHS, disse ao The Guardian que acreditava que a afirmação do DHS de que o movimento boogaloo não era de direita era uma "jogada política". Johnson afirmou ainda que o movimento boogaloo é "um movimento ultranacionalista, principalmente de brancos, de pessoas que pertencem às milícias. Poderia haver alguém com simpatias diferentes que faça parte? Claro. É predominantemente de direita".